# Bistum Ilorin
Das Bistum Ilorin (lat.: Dioecesis Ilorinensis) ist eine in Nigeria gelegene römisch-katholische Diözese mit Sitz in Ilorin.

## Geschichte
Papst Johannes XXIII. gründete die Apostolische Präfektur Ilorin mit der Apostolischen Konstitution Qui summam catholicarum am 20. Januar 1960 aus Gebietsabtretungen des Bistums Ondo.
Am 29. Mai 1969 wurde es in den Rang eines Bistums erhoben, das dem Erzbistum Kaduna auch als Suffragandiözese unterstellt wurde. Am 15. Dezember 1995 verlor es einen Teil seines Territoriums zugunsten der Errichtung der Apostolischen Präfektur Kontagora.

## Ordinarien

### Apostolischer Präfekt von Ilorin
- William Mahony SMA (6. Dezember 1960 – 29. Mai 1969)

### Bischöfe von Ilorin
- William Mahony SMA (29. Mai 1969 – 20. Oktober 1984)
- John Olorunfemi Onaiyekan (20. Oktober 1984 – 7. Juli 1990, dann Koadjutorbischof von Abuja)
- Ayo-Maria Atoyebi OP (6. März 1992 – 11. Juni 2019)
- Paul Adegboyega Olawoore (11. Juni 2019 – 1. Januar 2022)
- Anselm Pendo Lawani (seit 8. Dezember 2023)

## Statistik
| Jahr | Bevölkerung | Bevölkerung | Bevölkerung | Priester     | Priester         | Priester       | Priester               | Ständige Diakone | Ordensleute  | Ordensleute      | Pfarreien |
| Jahr | Katholiken  | Einwohner   | %           | Gesamtanzahl | Diözesanpriester | Ordenspriester | Katholiken je Priester | Ständige Diakone | Ordensbrüder | Ordensschwestern | Pfarreien |
| ---- | ----------- | ----------- | ----------- | ------------ | ---------------- | -------------- | ---------------------- | ---------------- | ------------ | ---------------- | --------- |
| 1970 | 12.100      | 1.200.000   | 1,0         | 15           |                  | 15             | 806                    |                  | 16           | 6                |           |
| 1980 | 23.300      | 1.529.000   | 1,5         | 18           | 1                | 17             | 1.294                  |                  | 19           | 13               |           |
| 1990 | 44.350      | 1.372.000   | 3,2         | 24           | 7                | 17             | 1.847                  |                  | 17           | 38               | 17        |
| 1999 | 56.772      | 1.887.828   | 3,0         | 30           | 23               | 7              | 1.892                  |                  | 7            | 53               | 18        |
| 2000 | 58.803      | 1.396.515   | 4,2         | 31           | 24               | 7              | 1.896                  |                  | 7            | 53               | 18        |
| 2001 | 58.803      | 1.396.515   | 4,2         | 40           | 33               | 7              | 1.470                  |                  | 7            | 62               | 17        |
| 2002 | 22.650      | 250.000     | 9,1         | 41           | 34               | 7              | 552                    |                  | 9            | 32               | 17        |
| 2003 | 26.642      | 280.000     | 9,5         | 42           | 33               | 9              | 634                    |                  | 17           | 63               | 18        |
| 2004 | 25.500      | 1.260.000   | 2,0         | 40           | 33               | 7              | 637                    |                  | 16           | 72               | 18        |
| 2006 | 28.000      | 1.330.000   | 2,1         | 39           | 36               | 3              | 717                    |                  | 5            | 64               | 18        |
| 2013 | 23.885      | 2.762.000   | 0,9         | 45           | 42               | 3              | 530                    |                  | 17           | 218              | 30        |